# Marmeleiro (Sertã)
Marmeleiro is een plaats (freguesia) in de Portugese gemeente Sertã en telt 304 inwoners (2001).